# Tommaso Maria Martinelli
Tommaso Maria Martinelli (Sant'Anna di Stazzema, 4 febbraio 1827 – Roma, 30 marzo 1888) fu un agostiniano italiano che divenne cardinale e vescovo.

## Biografia
Era figlio di Cosma Martinelli e di Maddalena Prandini e fratello del cardinale Sebastiano Martinelli.
Nel 1842 entrò a far parte dell'Ordine degli Eremitani di Sant'Agostino (O.E.S.A). Si trasferì quindi a Roma nel 1844 per studiare nel Collegio agostiniano.
Divenne sacerdote il 22 dicembre 1849 a Roma. Insegnò successivamente in questa città presso il Collegio di Sant'Agostino e all'Università di Roma. Compì numerosi viaggi in Europa con il superiore generale del suo Ordine, del quale divenne Assistente Generale nel 1865.
Partecipò come teologo al Concilio Vaticano I.
Nel concistoro del 22 dicembre 1873 fu nominato da papa Pio IX cardinale diacono e il 16 gennaio 1874 ricevette la diaconia di San Giorgio in Velabro. Il 17 settembre 1875 optò per l'ordine dei cardinale presbiteri e per il titolo di Santa Prisca. Il 18 ottobre 1877 divenne prefetto della Sacra Congregazione dei Riti.
Partecipò al conclave del 1878 che elesse papa Leone XIII. Nel 1883 divenne Camerlengo del Sacro Collegio. Il 15 luglio 1878 divenne prefetto della Sacra Congregazione dell'Indice.
Il 24 marzo 1884 optò per l'ordine dei cardinali vescovi e per la sede suburbicaria di Sabina. Il 30 marzo dello stesso anno fu consacrato vescovo dal cardinale Raffaele Monaco La Valletta.
Alla sua morte fu sepolto nella cappella del suo Ordine nel Cimitero del Verano in Roma.

## Genealogia episcopale e successione apostolica
La genealogia episcopale è:
- Cardinale Scipione Rebiba
- Cardinale Giulio Antonio Santori
- Cardinale Girolamo Bernerio, O.P.
- Arcivescovo Galeazzo Sanvitale
- Cardinale Ludovico Ludovisi
- Cardinale Luigi Caetani
- Cardinale Ulderico Carpegna
- Cardinale Paluzzo Paluzzi Altieri degli Albertoni
- Papa Benedetto XIII
- Papa Benedetto XIV
- Cardinale Enrico Enriquez
- Arcivescovo Manuel Quintano Bonifaz
- Cardinale Buenaventura Córdoba Espinosa de la Cerda
- Cardinale Giuseppe Maria Doria Pamphilj
- Papa Pio VIII
- Papa Pio IX
- Cardinale Raffaele Monaco La Valletta
- Cardinale Tommaso Maria Martinelli, O.E.S.A.

La successione apostolica è:
- Vescovo Guglielmo Giosafat Giuseppe Pifferi, O.E.S.A. (1887)